# Морозівка (Звягельський район)
Моро́зівка — село в Україні, у Звягельському районі Житомирської області. Населення становить 159 осіб.

## Географія
На околиці села річка Втора впадає у Церем.

## Історія
До 8 квітня 1963 року — Дубровка, село Піщівської волості Новоград-Волинського повіту Волинської губернії. Відстань від повітового міста 14 верст, від волості 11. Дворів 65, мешканців 382.
У 1923—54 роках — адміністративний центр Дубровської сільської ради Ярунського району.